# Зазульчак Анастасія Дмитрівна
Анастасія Дмитрівна Зазульчак (нар. 1943 — ?) — українська радянська діячка, секретар Івано-Франківського обласного комітету КПУ, 1-й секретар Богородчанського районного комітету КПУ Івано-Франківської області.

## Біографія
Освіта вища. Член КПРС.
На 1980—1983 роки — голова виконавчого комітету Богородчанської районної ради народних депутатів Івано-Франківської області.
У 1983—1984 роках — 1-й секретар Богородчанського районного комітету КПУ Івано-Франківської області.
У 1984 — 3 листопада 1990 року — секретар Івано-Франківського обласного комітету КПУ.
З 1990-х років — керівник ТзОВ «Сортове насіння» в місті Івано-Франківську.

## Нагороди
- орден Трудового Червоного Прапора
- ордени
- медалі